# Song Daxiang
Pour les articles homonymes, voir Song.
Dans ce nom chinois, le nom de famille, Song, précède le nom personnel.
Song Daxiang, en chinois 宋大祥, est un arachnologiste chinois. Il est né le 9 mai 1935 et mort le 25 janvier 2008.
Il travaillait à l'Université du Hebei.

## Quelques taxons décrits
- Alenatea Song & Zhu, 1999
- Alenatea touxie Song & Zhu, 1999
- Alenatea wangi Zhu & Song, 1999
- Allagelena Zhang, Zhu & Song, 2006
- Alloclubionoides pseudonariceus (Zhang, Zhu & Song, 2007)
- Alloclubionoides rostratus (Song, Zhu, Gao & Guan, 1993 )
- Alloclubionoides triangulatus (Zhang, Zhu & Song, 2007)
- Alloclubionoides trisaccatus (Zhang, Zhu & Song, 2007)
- Alopecosa aurita Chen, Song & Kim, 2001
- Alopecosa curtohirta Tang, Urita & Song, 1993
- Alopecosa hingganica Tang, Urita & Song, 1993
- Alopecosa huabanna Chen, Song & Gao, 2000
- Alopecosa hui Chen, Song & Kim, 2001
- Alopecosa linzhan Chen & Song, 2003
- Alopecosa nagpag Chen, Song & Kim, 2001
- Alopecosa ovalis Chen, Song & Gao, 2000
- Alopecosa spinata Yu & Song, 1988
- Capsulia tianmushana (Chen & Song, 1987)
- Dianleucauge Song & Zhu, 1994
- Dianleucauge deelemanae Song & Zhu, 1994
- Dianpisaura Zhang, Zhu & Song, 2004
- Dolomedes costatus Zhang, Zhu & Song, 2004
- Drassodes uritai Tang, Oldemtu, Zhao & Song, 1999
- Ebelingia hubeiensis Song & Zhao, 1994
- Ebrechtella forcipata Song & Zhu, 1993
- Gnaphosa belyaevi Ovtsharenko, Platnick & Song, 1992
- Gnaphosa betpaki Ovtsharenko, Platnick & Song, 1992
- Gnaphosa campanulata Zhang & Song, 2001
- Gnaphosa caucasica Ovtsharenko, Platnick & Song, 1992
- Gnaphosa dege Ovtsharenko, Platnick & Song, 1992
- Gnaphosa eskovi Ovtsharenko, Platnick & Song, 1992
- Gnaphosa ilika Ovtsharenko, Platnick & Song, 1992
- Gnaphosa kamurai Ovtsharenko, Platnick & Song, 1992
- Gnaphosa kuldzha Ovtsharenko, Platnick & Song, 1992
- Gnaphosa kurchak Ovtsharenko, Platnick & Song, 1992
- Gnaphosa ovchinnikovi Ovtsharenko, Platnick & Song, 1992
- Gnaphosa primorica Ovtsharenko, Platnick & Song, 1992
- Gnaphosa pseashcho Ovtsharenko, Platnick & Song, 1992
- Gnaphosa pseudoleporina Ovtsharenko, Platnick & Song, 1992
- Gnaphosa reikhardi Ovtsharenko, Platnick & Song, 1992
- Gnaphosa saurica Ovtsharenko, Platnick & Song, 1992
- Gnaphosa steppica Ovtsharenko, Platnick & Song, 1992
- Gnaphosa tarabaevi Ovtsharenko, Platnick & Song, 1992
- Gnaphosa tumd Tang, Song & Zhang, 2001
- Gnaphosa ukrainica Ovtsharenko, Platnick & Song, 1992
- Gnaphosa zhaoi Ovtsharenko, Platnick & Song, 1992
- Gnaphosa zonsteini Ovtsharenko, Platnick & Song, 1992
- Gnaphosa zyuzini Ovtsharenko, Platnick & Song, 1992
- Guizygiella Zhu, Kim & Song, 1997
- Heptathela hunanensis Song & Haupt, 1984
- Heptathela yunnanensis Song & Haupt, 1984
- Hongkongia Song & Zhu, 1998
- Huangyuania tibetana Song & Li, 1990
- Micromisumenops xiushanensis (Song & Chai, 1990)
- Nanningia Zhu, Kim & Song, 1997
- Nanningia zhangi Zhu, Kim & Song, 1997
- Nasoonaria Wunderlich & Song, 1995
- Nasoonaria sinensis Wunderlich & Song, 1995
- Qianlingula Zhang, Zhu & Song, 2004
- Qianlingula bilamellata Zhang, Zhu & Song, 2004
- Qianlingula jiafu Zhang, Zhu & Song, 2004
- Qianlingula turbinata Zhang, Zhu & Song, 2004
- Qiyunia Song & Xu, 1989
- Qiyunia lehtineni Song & Xu, 1989
- Sanmenia Song & Kim, 1992
- Sinanapis Wunderlich & Song, 1995
- Solenysa longqiensis Li & Song, 1992
- Solenysa wulingensis Li & Song, 1992
- Taira latilabiata Zhang, Zhu, Song, 2008
- Taira sulciformis Zhang, Zhu, Song, 2008
- Tibetia Zhang, Zhu & Song, 2006
- Typopeltis guangxiensis Haupt & Song, 1997
- Weintrauboa yunnan Yang, Zhu & Song, 2006
- Wolongia Zhu, Kim & Song, 1997
- Wolongia guoi Zhu, Kim & Song, 1997
- Wolongia wangi Zhu, Kim & Song, 1997
- Xizangia Song, Zhu & Zhang, 2004
- Xizangia rigaze Song, Zhu & Zhang, 2004